# テイケイグループ杯レジェンド戦
テイケイグループ杯レジェンド戦（テイケイグループはいレジェンドせん）は、日本の囲碁の棋戦。主に、所定の条件を満たした60歳以上の棋士が出場する。公式戦。
テイケイの協賛を得て、俊英戦・女流レジェンド戦とともに2021年に創設。創設時の棋戦名は「テイケイ杯レジェンド戦」で、第3回から協賛がテイケイグループ各社に広がったことで現名称となった。

## 概要
- 主催：日本棋院
- 協賛：テイケイグループ[注 1]（第3回- 。第1-2回はテイケイ株式会社のみが協賛）
- 協力：関西棋院、囲碁・将棋チャンネル
- 賞金：500万円

### 出場棋士
日本棋院または関西棋院所属の棋士のうち、
- 60歳以上で、七大タイトル（棋聖・名人・本因坊・王座・天元・碁聖・十段）獲得の経験がある棋士
- 60歳以上で、開催前年の七大タイトル賞金ランキングが上位の棋士
- テイケイグループ杯女流レジェンド戦（45歳以上で所定の条件を満たした女流棋士が出場）でベスト4に進出した棋士

のいずれかを満たす棋士が出場できる。ただし、女流レジェンド戦に出場していてベスト4まで進出できなかった棋士は出場できないほか、60代のうちに本棋戦で2回以上優勝した棋士は、70歳になるまで出場できない。

### 方式
予選は60代の棋士と70歳以上の棋士に分けて行われる。名誉称号保持者は本戦にシードで、予選突破棋士とシード棋士でトーナメント戦を行い優勝者を決定する。
持ち時間は、本戦及び決勝戦は1時間30分、予選1時間。コミ6目半。

## 歴代優勝者と決勝戦
（左が優勝者）
1. 2022年 苑田勇一 - 青木喜久代
2. 2023年 趙治勲 - 小林覚
3. 2024年 片岡聡 - 小林覚
4. 2025年 彦坂直人 – 趙治勲